# 开垦处女地奖章
开垦处女地奖章（俄语：Медаль «За освоение целинных земель»）于1956年10月20日设立，是苏联处女地运动期间设立的民事奖章，授予在运动贡献突出的工人，农民，技术人员，工会成员以及其他组织的工作者，以表彰他们在哈萨克斯坦、西伯利亚、乌拉尔、伏尔加河和北高加索开发处女地和休耕地的贡献。在苏联时期，此勋章被颁发130万余枚。

## 历史
1956年10月20日，苏联最高苏维埃主席团颁布《关于设立开垦处女地奖章的法令》，授予自1954年以来在处女地运动中工作满两年且表现优异的个人和组织。奖章由艺术家菲利波夫设计。

## 颁授
各集体农场主席、企业、单位负责人以及党组书记或工会组织主席按姓氏字母顺序向所在区政府提交获得奖章的候选人名单，由区政府选出获奖者，并将名单转交给上级自治共和国最高苏维埃主席团或州政府，以供最终批准。奖章由各自治共和国最高苏维埃主席团或各州州长、副州长和政府委员代表苏联最高苏维埃主席团颁发。颁奖仪式在获奖者所在市、区苏维埃举行。
这枚勋章也是在尤里·加加林完成太空飞行后立即颁发的。此后，这枚奖章在着陆点被授予许多其他宇航员。
开垦处女地奖章应佩戴在左胸，排列在恢复顿巴斯煤矿奖章之后，建设贝阿铁路奖章之前。

## 设计
奖章直径32毫米，为圆形设计。正面是斯大林-4联合收割机的工作情景，背景是集体农庄的谷仓。奖章底部刻有俄文“为了开垦处女地”（За освоение целинных земель）。背面是镰刀铁锤的标志，太阳光线向上辐射到顶部的五角星，右圆周是玉米穗，左圆周是小麦穗。奖章的边缘镶有边框，铭文和图案为浮雕。
每枚奖章都附有一份获奖证书，该证书以8cm×11cm的纸板小册子的形式出现，上面印有奖项名称、获奖者的详细信息以及政府印章和签名。